# Michail Grigorenko
Michail Olegovitj Grigorenko (ryska: Михаи́л Оле́гович Григоре́нко), född 16 maj 1994 i Chabarovsk, Chabarovsk (kraj) i Ryssland, är en rysk professionell ishockeyspelare som spelar för Colorado Avalanche i NHL. Han har tidigare spelat för Buffalo Sabres.
Grigorenko draftades i första rundan i 2012 års draft av Buffalo Sabres som 12:e spelare totalt.
Han var med och tog OS-guld 2018.

## Statistik

### Klubbkarriär
| 2010–11    | Krasnaya Armiya     | MHL        | 43  | 17 | 18 | 35 | 22 | 10 | 1 | 4 | 5  | 4 |
| 2011–12    | Quebec Remparts     | QMJHL      | 59  | 40 | 45 | 85 | 12 | 11 | 3 | 7 | 10 | 4 |
| 2012–13    | Quebec Remparts     | QMJHL      | 33  | 30 | 24 | 54 | 8  | 11 | 5 | 9 | 14 | 0 |
| 2012–13    | Buffalo Sabres      | NHL        | 25  | 1  | 4  | 5  | 0  | —  | — | — | —  | — |
| 2012–13    | Rochester Americans | AHL        | —   | —  | —  | —  | —  | 2  | 0 | 0 | 0  | 0 |
| 2013–14    | Buffalo Sabres      | NHL        | 18  | 2  | 1  | 3  | 2  | —  | — | — | —  | — |
| 2013–14    | Quebec Remparts     | QMJHL      | 23  | 15 | 24 | 39 | 6  | 5  | 1 | 8 | 9  | 6 |
| 2013–14    | Rochester Americans | AHL        | 9   | 0  | 4  | 4  | 0  | 5  | 0 | 0 | 0  | 2 |
| 2014–15    | Rochester Americans | AHL        | 43  | 14 | 22 | 36 | 27 | —  | — | — | —  | — |
| 2014–15    | Buffalo Sabres      | NHL        | 25  | 3  | 3  | 6  | 2  | —  | — | — | —  | — |
| 2015–16    | Colorado Avalanche  | NHL        | 74  | 6  | 21 | 27 | 8  | —  | — | — | —  | — |
| 2016–17    | Colorado Avalanche  | NHL        | 75  | 10 | 13 | 23 | 18 | —  | — | — | —  | — |
| NHL totalt | NHL totalt          | NHL totalt | 142 | 12 | 29 | 41 | 12 | —  | — | — | —  | — |

### Internationellt
| År            | Lag           | Turnering     | Resultat      |    | Matcher | Mål | Assist | Poäng | Utv |
| ------------- | ------------- | ------------- | ------------- | -- | ------- | --- | ------ | ----- | --- |
| 2010          | Ryssland      | U17           | 4:a           | 6  | 4       | 6   | 10     | 10    |     |
| 2011          | Ryssland      | U18-VM        | 3             | 7  | 4       | 14  | 18     | 18    |     |
| 2012          | Ryssland      | JVM           | 2             | 6  | 2       | 3   | 5      | 0     |     |
| 2013          | Ryssland      | JVM           | 3             | 7  | 2       | 4   | 6      | 2     |     |
| 2014          | Ryssland      | JVM           | 3             | 7  | 5       | 3   | 8      | 0     |     |
| Junior totalt | Junior totalt | Junior totalt | Junior totalt | 33 | 17      | 30  | 47     | 30    |     |